# Dalmiro de la Válgoma y Díaz-Varela
Dalmiro de la Válgoma y Díaz-Varela (Monforte de Lemos, 7 de mayo de 1904 – Madrid, 9 de mayo de 1990) fue un militar, abogado e historiador español dedicado a la Genealogía y la Heráldica, miembro de la Real Academia de la Historia.

## Biografía
Su padre era natural de Villafranca del Bierzo y su madre de los Díaz-Varela de Monforte.
Se doctoró en Derecho en la Universidad de Madrid. Trabajó de abogado en Madrid, como abogado defensor, dentro del Cuerpo Jurídico militar en  la posguerra. Tras esta etapa ocupó el cargo de secretario del Instituto Histórico de la Marina adscrito al C.S.I.C., también perteneció a la Sociedad de Bibliógrafos Venatorios. Fue Vocal del Museo Naval, de la Junta de Iconografía Naval, de la Real Academia Gallega y del patronato Condesa Pardo Bazán.
En 1958, se convierte en académico de número de la Real Academia de la Historia, además de Bibliotecario de la misma entre 1967-1972, y después Secretario de la institución entre 1972 hasta su fallecimiento en 1990.
Fue Miembro de diversas Órdenes, como la de Isabel la Católica o la Orden de Alfonso X el Sabio.
Casado con la escritora Elena Quiroga, la segunda mujer que ocupó un sillón ─silla a─ de la Real Academia Española (RAE).
Está enterrado en Villafranca del Bierzo (León), donde también reposa su mujer, fallecida en 1995.

## Premios y distinciones
- Medalla de Oro de la Real Academia de la Historia.
- Grandes Cruces del Mérito Naval, Constantiniana de San Jorge y Andrés Bello de Venezuela.
- Comendador de número de la Orden de Isabel la Católica y de Alfonso X el Sabio.
- Gran oficial y comendador de la Orden de Mérito Bernardo O’Higgins de Chile.
- Oficial de las Palmas Académicas de Francia.
- Caballero del Real Cuerpo de la nobleza de Cataluña.[8]

## Algunas obras
- 1975, «Los Ayala, una genealogía de archiveros» Madrid: Cuerpo Facultativo de Archiveros, Bibliotecarios y Anticuarios, 1975. pp. 105-118, en Revista de Archivos, Bibliotecas y Museos. Tomo LXVII, (1) 1959. Separata.
- 1941, Los guardias marinas leoneses (1719-1811). Nobiliario, Valencia del Cid, Guerri,
- 1943, Noticias genealógicas sobre don Cenón de Somodevilla, I Marqués de la Ensenada, Burgos, Aldecoa
- 1943, Real Compañía de Guardias Marinas y Colegio Naval. Catálogo de pruebas de Caballeros aspirantes [...], recopilación, extractos, notas e índices por el Dr. ~, y el Barón de Finestrat, Madrid, Instituto Histórico de la Marina, Consejo Superior de Investigaciones Científicas, 7 vols.
- 1944, El marino don Martín Fernández de Navarrete, su linaje y blasón, Burgos, Imprenta Aldecoa
- 1944, Heráldica episcopal de Fr. J. López Ortiz, Obispo de Tuy, Madrid, Imprenta de Blas
- 1945, “El primer gobernador de Montevideo, Don José Joaquín de Viana, y su linaje de varonía”, en Revista de Indias (RI) (Madrid), 22 págs. 671-676
- 1946, La Nobleza de León en la Orden de Carlos III, Madrid, Consejo Superior de Investigaciones Científicas, 1946; “Sangre de Legazpi”, en (RI) (Madrid), 25 págs. 569-574
- 1946, “Noticias sobre los Herrera, condes de Fernandina y marqueses de Villalta, en Cuba”, en (RI) (Madrid), 26 págs. 893-901
- 1947, Don Juan de Austria (1547-1947): evocación liviana, Madrid, Gráficas Ultra
- 1947, “Exlibris heráldicos”, en Saitabi. Revista de la Facultad de Geografía e Historia (Valencia), V, 23-24 (1947), págs. 18-20, y V, 25-26 págs. 25-26
- 1948, “Los Medina y Torres, de México, condes de su apellido”, en (RI) (Madrid), 33-34 págs. 951-956
- 1949, “Una descendencia de Hernán Cortés, primer marqués del Valle de Oaxaca. Los condes de Hervias”, en Revista de Estudios Extremeños. Anejo I. Estudios Hispanoamericanos. Homenaje a Hernán Cortés en el IV centenario de su muerte, Badajoz, 1948, págs. 63-90; Heráldica de descubridores y conquistadores de Indias, Madrid, Imprenta Aguirre
- 1949, El ajuar de Ana de Austria, lo publica, prologa y anota ~, Madrid, Gráficas Montañesas
- 1949, “La genealogía en las relaciones entre América y España”, en Escorial (Madrid), n.º 62 págs. 373-376
- 1950, El olivo en la heráldica, Madrid, Sindicato Vertical del Olivo, Gráficas Reunidas
- 1951, Ascendientes y descendientes de Hernán Cortés: Línea de Medina Sidonia y otras, Madrid, Cultura Hispánica
- La condesa de Pardo-Bazán y sus linajes. Nobiliario, Burgos, Imprenta Aldecoa, 268 p.[9]
- 1952, El linaje de la poetisa Gertrudis Gómez de Avellaneda, Archivos de Genealogía y Heráldica (Madrid), año I, n.os 2-3 págs. 89-98
- 1953, “Los Bassecourt en España. (Notas para su estudio)”, en Hidalguía (Madrid), I, 1 (1953), págs. 33-48; “El Duque de Alba y la genealogía”, en Hidalguía (Madrid), 3 págs. 437-440
- 1957, Los Saavedra y los Fajardo en Murcia. Nobiliario, Vigo, Gráficas Noreste
- 1957, A. Delaunet Esnaola, La Casa de Churruca y sus alianzas, 1400-1957, pról. de ~, San Sebastián, Gráficas Izarra
- 1958, Norma y ceremonia de las Reinas de la Casa de Austria. Discurso leído ante la Real Academia de la Historia el 14 de diciembre de 1958 en la recepción pública del Excmo. Sr. D. ~, contestación del Excmo. Sr. D. Juan Contreras, Marqués de Lozoya, Madrid, Gráficas Escelicer
- 1959, L. de Salazar y Castro, Historia genealógica de la Casa de Haro (Señores de Llodio-Mendoza-Orozco y Ayala), ed., pról. y notas de ~, Madrid, Real Academia de la Historia, (col. Archivo Documental Español, vol. XV)
- 1961, La Reina doña Fabiola XIV nieta de Hernán Cortés conquistador de Méjico. Tabla Genealógica compuesta en obsequio de Su Majestad, Santander, Talleres Gráficos Hermanos Badía, 1960; “El escudo heráldico de la Villa de Madrid”, en Boletín de la Real Academia de la Historia (BRAH), t. CXLVIII, cuad. 2 págs. 201- 247
- 1966, “Un libro de esgrima y dos nobles de Pamplona”, en Príncipe de Viana (Pamplona), XXV, 94-95 (1964), págs. 169-175; Mecenas de libros, su heráldica y nobleza, t. I, Burgos, Imprenta Aldecoa
- 1966, Entradas en Madrid de Reinas de la Casa de Austria, Madrid, Instituto de Estudios Madrileños
- 1967, “Sobre un sello postal y el escudo de la ciudad de Tarragona”, en BRAH, t. CLVIII, cuad. 2 págs. 231-238
- 1969, “Una carta de la Condesa de Pardo Bazán y su título del Reino”, en El Museo de Pontevedra, 23 págs. 115-117
- 1970, En la muerte de la Reina Victoria: recuerdo, Ávila, Taller Tipográfico de El Diario de Ávila
- 1971 , Francisco de Cadenas, Conde de Gaviria, Madrid, Hidalguía, (es tirada aparte de Hidalguía)
- 1976, con V. Gascón Pelegrí, Prohombres valencianos en los últimos cien años, 1878-1978, Valencia, Caja de Ahorros,
- 1976, “La grandeza de España al Marqués de Lozoya”, en BRAH, t. CLXXIII, cuad. 1 págs. 17-20
- 1978, “Antonio Pérez Gómez y un autor del diecisiete”, en VV. AA., Libro-Homenaje a Antonio Pérez Gómez, Cieza, Murcia, págs. 253-267
- 1979, “Goya, pescador fluvial y abogado del miniaturista Ducker”, en Goya (Madrid, Fundación Lázaro Galdiano), 148-150 págs. 221-225
- 1983, “El Marqués de Siete Iglesias”, en BRAH, t. CLXXX, cuad. 3 págs. 425-430
- 1988, “La Orden de Carlos III”, en VV. AA., Carlos III y la Ilustración. Palacio de Velázquez, Madrid, noviembre 1988-enero 1989 / Palacio de Pedralbes, Barcelona, febrero-abril 1989, catálogo de exposición, vol. I, Madrid, Ministerio de Cultura, págs. 71-82.